# 國際糙度指標

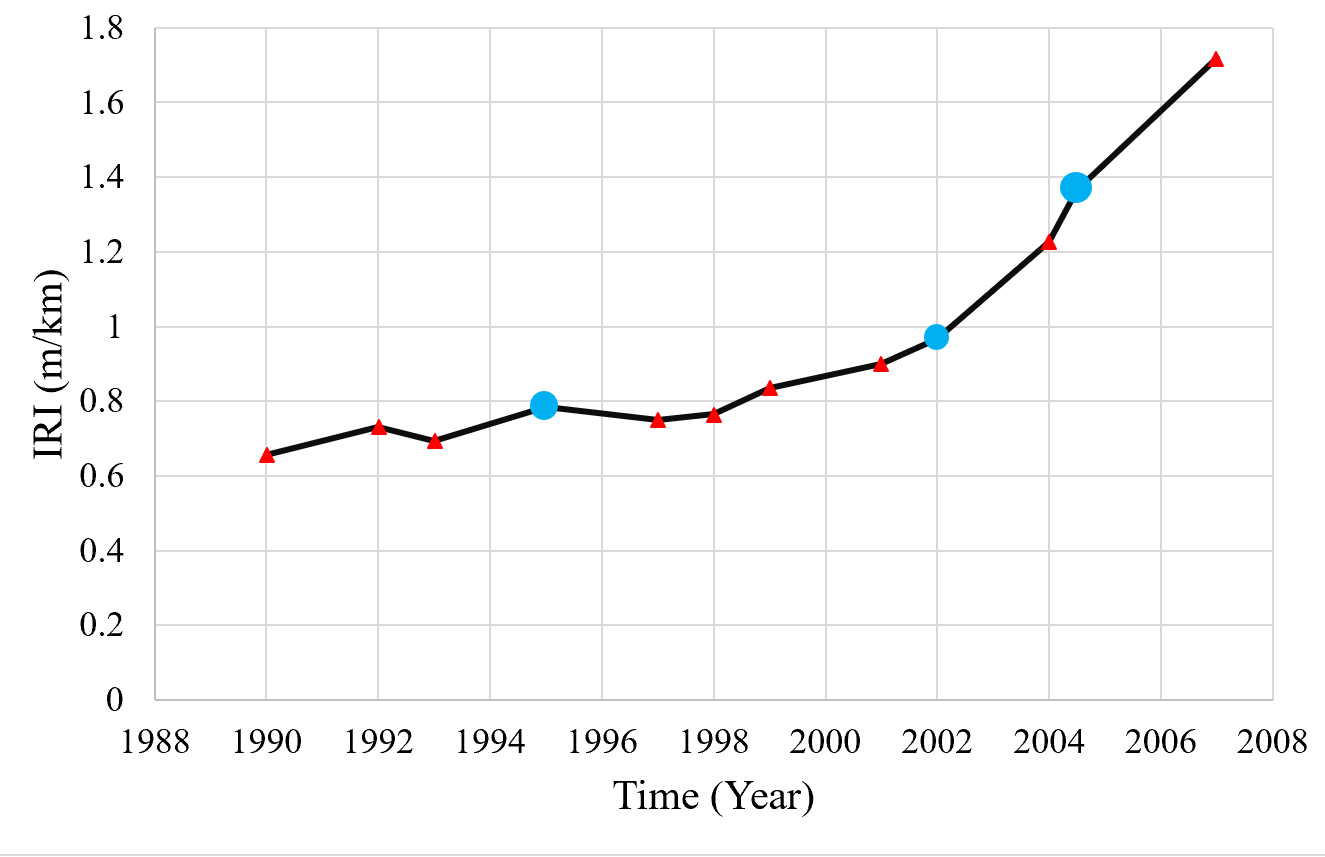
国际粗糙度指数随时间的变化

國際糙度指標（International Roughness Index，縮寫IRI），是依據「從縱剖面測量計算道路國際粗糙度指數的標準操作規程」（ASTM E 1926-98）建立的標準，常用於測量道路平坦度的指標。當IRI為0表示該剖面非常平坦。一般認為數值超過8m/Km就屬於行駛困難、或需減速的壞路。

## 歷史
國際糙度指標是由世界銀行於1982年，組織了由巴西、英國、美國、法國等國的國際研究小組，於巴西進行了大規模的路面平坦度試驗。在此研究下提出路面平坦度試驗的標準，而形成了這項國際標準。
國際糙度指標為儀器具體量測結果，有別於RN、PSR等常見須仰賴用路者評分的主觀性指標。更較一般須仰賴人工目視調查所建立的指標 (如PCI、PCQI、PSDI) 便利。並因此排除了人為因素對指標的影響。

## 定義
對於道路平坦度可粗分為六級，不同用途、等級的道路也有不同的IRI標準。在台灣，新北市養工處道路驗收的標準IRI值須低於3.5才合格。 
| 道路等級             | IRI (m/Km) |
| 機場跑道、高速公路   | 0.25~1.75  |
| 新路面               | 1.25~3.5   |
| 老舊路面             | 2.25~5.75  |
| 時常養護的無鋪面道路 | 3.25~10    |
| 已有損壞道路         | 4.00~11.00 |
| 不完整的無鋪面道路   | >7.75      |